# Global Wesleyan Alliance
Global Wesleyan Alliance (GWA) är en ekumenisk organisation som samlar kristna trossamfund med rötter i den amerikanska helgelserörelsen.
GWA bildades den 3 december 2011 efter mer än två års samtal, bön och planering. Det konstituerande mötet hölls i Church of Gods högkvarter i Anderson, Indiana.
GWA har sedan dess samlats årligen på följande platser i USA:
- CCCU:s högkvarter i Circleville, Ohio den 30 november-1 december 2012[2]
- Frälsningsarméns nationella högkvarter i Alexandria, Virginia, 6-7 december 2013[3]

Nästa årskonferens kommer att hållas den 7-8 december 2014 i FMCUSA:s högkvarter i Indianapolis, Indiana.

## Medlemskyrkor
- Church of God (Anderson)
- Free Methodist Church USA (FMCUSA)
- Frälsningsarmén i USA
- Nazaréens kyrka
- Wesleyanska kyrkan
- The Evangelical Church of North America
- Evangelical Methodist Church
- Churches of Christ in Christian Union (CCCU)
- The Missionary Church
- Congregational Methodist Church
- Church of Christ Holiness USA
- Pilgrim Holiness Church
- Methodist Protestant Church